# Prinzessin Zelda

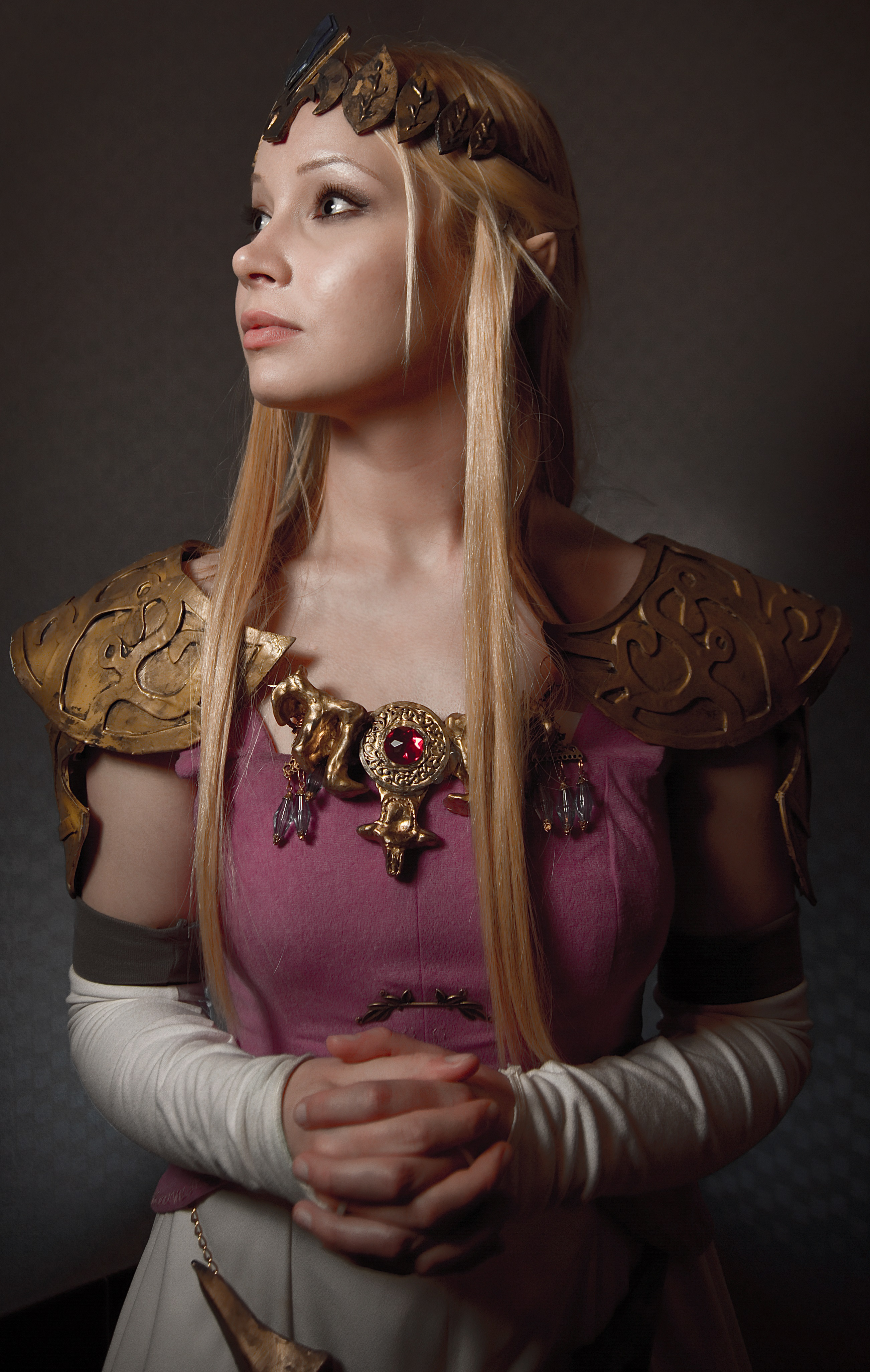
Cosplay von Zelda

Prinzessin Zelda (japanisch: ゼルダ姫, Zeruda Hime) ist ein fiktionaler Charakter in der von Nintendo entwickelten Videospielreihe The Legend of Zelda. Die Figur wurde von Shigeru Miyamoto entwickelt und trat bereits in dem ersten Zelda-Titel The Legend of Zelda auf. Benannt ist die Figur nach der US-amerikanischen Schriftstellerin Zelda Fitzgerald.

## Rolle in der Videospielreihe
Obwohl Zelda namensgebend für die Reihe ist, ist sie nicht in allen Haupttiteln vertreten und oft nur die verfolgte Unschuld. Der Spieler steuert Link, den Protagonisten der Videospielreihe, und muss meist den Antagonisten Ganon – oder seit The Legend of Zelda: Ocarina of Time auch seine menschliche Erscheinung Ganondorf – besiegen. Mehrere Zelda-Spiele benutzen das Prinzessin-Drachen-Prinzip des höfischen Romans: Zelda wird von Ganon entführt oder eingesperrt, was Link dazu drängt, sie zu retten. In The Legend of Zelda: Skyward Sword wurde von dieser Formel abgewichen und ihr laut Nintendo mehr Persönlichkeit verliehen. In den letzten Jahren, speziell in The Legend of Zelda: Breath of the Wild ist sie ein eigenständiger Charakter.

## Fähigkeiten
Einige Spiele zeigen Zeldas magische Fähigkeiten und ihre Wichtigkeit für Hyrule. Sie ist imstande, Telepathie und Lichtmagie zu nutzen, in der Luft zu schweben, ihre Energie mit anderen zu teilen, und ihre Gestalt zu wandeln.

## Inkarnationen
Zeldas Alter, Aussehen und Charakter variieren von Spiel zu Spiel der Reihe.
Zeldas Alter Egos sind der Ninja Shiek (in anderen Sprachen Sheik) in Ocarina of Time und die Piratin Tetra in The Wind Waker und Phantom Hourglass.
Prinzessin Zelda ist auch eine spielbare Figur in der Crossover-Kampfspielserie Super Smash Bros. und in The Legend of Zelda: Echoes of Wisdom (2024).